# Simplontunnelen
Simplontunnelen er en 19,8 kilometer lang jernbanetunnel mellem Schweiz og Italien. Tunnellen går under Simplonpasset. Tunnellen går fra Brig i Schweiz til Iselle i Italien. Gennem tunnelen kører passager- og godstog samt særlige tog, der transporterer biltrafik under passet.
Tunnelen består af to tunnelrør. Det første tunnelrør åbnede i maj 1906. Det andet rør åbnede i oktober 1922. Det tog 7,5 år at opføre tunnelens første rør. Gennemsnitligt arbejdede 3.000 mennesker på konstruktionen. Byggeriet af tunnelen begyndte i august 1898.
Tunnelen er på det dybeste sted 2.135 meter under bjergmassivets højeste sted. Efter Gotthard var Simplon den anden jernbanelinje gennem de schweiziske alper. Simplon var fra 1906 verdens længste togtunnel frem til Daishimizutunnelen i Japan åbnede 1982.
I dag overgås Simplontunnelen blandt tunneler i Schweiz af Gotthard- og Lötschberg-basistunnelerne, men den var i mange år vidt berømt som verdens længste jernbanetunnel.

## Galleri
- Simplontunnelen
- Indkørsel til tunnel fra Italien i syd
- Indkørsel til tunnel fra Schweiz i nord
- Biltransport på tog ved Iselle
- Simplontunnelen 1906

Ved åbningen af det første rør var der etableret mulighed for, at to tog kunne passere hinanden. Derfor ses to tunnelrør på billedet fra 1906.

## Trafik i tunnelen
Gennem togtunnellen kører biltog, hvor biltrafik transporteres på tog frem for den længere vej over passet. Lastbiler og store busser kan ikke medtages på togtransporten. Fra Iselle i Italien, hvor biler kan køre på togtransporten, til byen Brig i Schweiz, er der 50 km landevejskørsel over passet. Togtransporten af biler har en strækning på omtrent 20 km. Personbiler kan køre på (og af) toget fra en rampe i højde med togvognenes lad. Bilernes passagerer bliver i bilerne.

## Andre togtunneler i Alperne
Listen nedenfor viser kun nogle af de lange togtunneler i Alperne:
- Skt. Gotthardtunnelen
- Frejustunnelen
- Arlbergtunnel
- Furkatunnelen
- Appenninotunnelen
- Vagliatunnelen
- Vereinatunnelen
- Monte Santomarco-tunnelen